# Pleraplysilla
Pleraplysilla é um gênero de esponja marinha da família Dysideidae.

## Espécies
- Pleraplysilla australis (Hentschel, 1912)
- Pleraplysilla hyalina de Laubenfels, 1950
- Pleraplysilla latens George & Wilson, 1919
- Pleraplysilla minchini Topsent, 1905
- Pleraplysilla parviconulata (Poléjaeff, 1884)
- Pleraplysilla reticulata Maldonado & Uriz, 1999
- Pleraplysilla spinifera (Schulze, 1879)